# قائدی (جم)
قائدی روستایی از توابع بخش مرکزی شهرستان جم استان بوشهر در جنوب ایران.
این روستا در دهستان جم قرار دارد و بر اساس سرشماری سال ۱۳۹۵ جمعیت آن ۹۷۵ نفر (۲۸۴ خانوار) است.